# Claude de Seyssel (archevêque)
Claude d'Aix, avant de prendre le nom de son père de Seyssel, né à Aix vers 1450, et mort à Turin le 1er juin 1520, est un prélat savoyard qui enseigne d'abord le droit à Turin, puis devient conseiller et maître des requêtes de Louis XII. Il est successivement évêque de Marseille de 1511 à 1517, puis archevêque de Turin de 1517 jusqu’à sa mort. Il est également connu pour ses ouvrages politiques et ses traductions de classiques grecs et latins.

## Biographie

### Origines
Claude de Seyssel naît vers 1450, à Aix, dans le duché de Savoie,,. Il appartient à la maison de Seyssel,. Il est le fils (naturel ?) de Claude de Seyssel, maréchal de Savoie, et de Guillerme de la Motte,.

### Au service du roi de France
Claude de Seyssel étudie le droit à Pavie et à Turin, en 1484, où il obtient un doctorat en droit civil et canon, en 1486,. Il enseigne à l'Université de Turin.
Georges d'Amboise, cardinal et conseiller du roi de France, Charles VIII, le fait venir à la cour, en 1498. Le roi meurt cette même année. Le nouveau roi Louis XII, faisant de lui l'un de ses conseillers favoris, le nomme successivement conseiller au Parlement de Toulouse, puis au Sénat de Milan. 
Le 13 août 1501, il est administrateur du diocèse de Lodi. Deux ans plus tard, il entre dans les ordres. Il est nommé recteur de l'université de Pavie, cette même année. L'année suivante, en 1504, il rentre à Paris. 
Claude de Seyssel va rendre de grands services à Louis XII. Il est envoyé en mission en Flandre, en Suisse, en Angleterre (1506), mais également en Italie. Il entre avec Louis XII à Gênes et accompagne le cardinal d'Amboise, à Rome.
Au retour de sa mission en Angleterre, le roi fait appel à lui pour être le Maître des Requêtes de son Grand Conseil.
Le 19 novembre 1507, le pape Jules II le nomme abbé commendataire de Saint-Pons de Nice,.

### Évêque de Marseille
Après la mort de l’évêque de Marseille Antoine Dufour, confesseur du roi, survenue en juin 1509, Louis XII adresse aux chanoines de Marseille, depuis Milan, dès le 4 juillet 1509, une lettre pour leur recommander Claude de Seyssel,. Le chapitre se hâte d’élire le protégé du roi du 11 juillet 1509. Les bulles de nomination sont émises par la chancellerie du pape Jules II, le 3 décembre 1511.
Cette nomination tarde tant, qu'en janvier 1511, le bruit de sa mort se répand et que le chapitre de Marseille se réunit, le 15 janvier 1511, pour élire évêque Hector d’Anglure, archidiacre de Marseille et prieur d'Aubagne, qui a la prudence de demander six mois de recueillement avant d'assumer les fonctions épiscopales.
En 1512, il se rend sur ordre de Louis XII à la diète tenue à Trèves par Maximilien, puis il est en 1514 son ambassadeur au concile de Latran. Il ne prend possession de son évêché que le 1er avril 1515. Le 7 août 1515, il reçoit à Aubagne l’hommage et le serment de fidélité d’Antoine de Glandevés, seigneur de Cuges. Au mois de janvier 1516 il assiste à l’entrée de François Ier à Marseille après sa victoire de Marignan.
En tant que seigneur d’Aubagne, il considère que l’aliénation du four seigneurial faite par Ogier d'Anglure lui était préjudiciable. Il s’ensuit un procès. Par ailleurs, il décide d’augmenter le débit du canal, amenant l’eau au moulin afin d’y installer une deuxième meule d’écrasement, mais il défendit aux riverains d’y prendre de l’eau. Cette interdiction qui était motivée par le risque de voir les berges du canal détériorées par des saignées trop nombreuses pour pratiquer l’irrigation, provoque un fort mécontentement. Ces problèmes ne sont pas réglés lorsqu’il est nommé archevêque de Turin. C’est sous le mandat de son successeur Innocent Cibo, qu’une transaction put être trouvée le 8 juin 1518.

### Archevêque de Turin
À la mort de l'archevêque de Turin, Giovanni Francesco Della Rovere, brusquement survenue à Bologne pendant le mois de décembre 1515, le duc de Savoie Charles II souhaite confier ce siège à un prélat favorable aux intérêts de sa dynastie tandis que le pape Léon X préfère le confier à son neveu le cardinal Innocenzo Cybo qu'il nomme à ce siège le 1er mars 1516.
En 1516, Claude de Seyssel se rend à Turin pour exécuter une mission diplomatique que François Ier lui a confiée.
Il est fait archevêque de Turin ayant permuté son évêché de Marseille avec le cardinal Innocent Cybo. Dans cet évêché, Seyssel se préoccupe surtout de l’hérésie vaudoise qui s’est développée non seulement dans les vallées piémontaises, mais également dans le Luberon, le mont Ventoux et le Dauphiné. C’est dans un esprit pacifique et apostolique qu’il parcourt les régions de son diocèse. Claude de Seyssel note dans son ouvrage Disputationes adverses errores que, lors de ses tournées pastorales, il a toujours été reçu par les Vaudois avec « une grande humilité et charité et qu’ils recevaient avec une grande attention ses sermons qui étaient tous contre l’impiété de leur secte ».
Il reconnaît que l’indignité du clergé constitue une cause de l’expansion de l’hérésie vaudoise. Dans son livre Tractatus de triplici statu viatoris, il invite le prélat à se tourner vers plus de sainteté : « il faut que sa vie soit exemplaire, sa doctrine saine et que la contemplation renouvelle constamment sa volonté de servir. Résider auprès de ses ouailles, visiter les églises, diriger et corriger son clergé, prêcher sont les devoirs auxquels il ne saurait se soustraire ».

## Œuvres

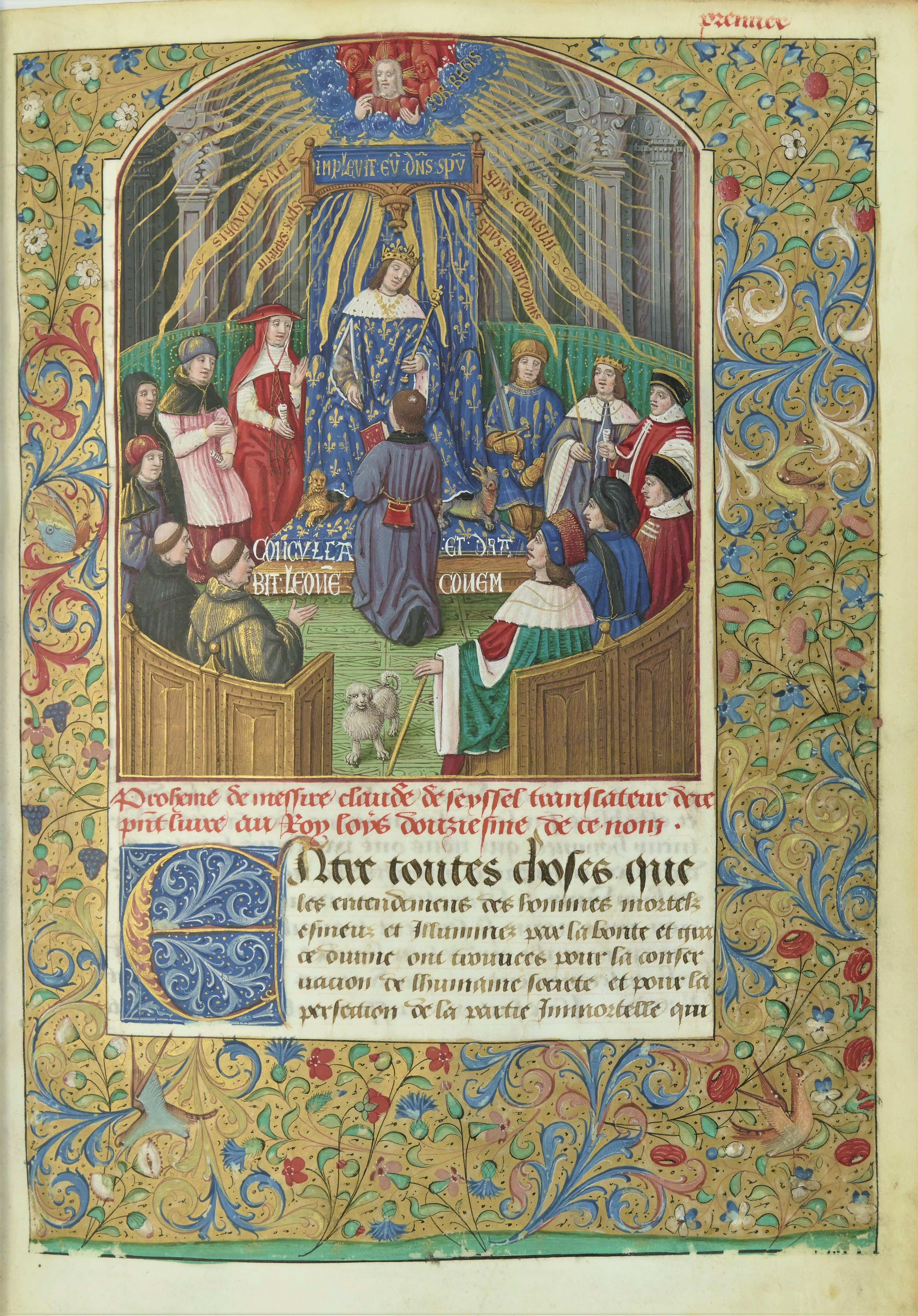
Seyssel offrant sa traduction de Xénophon à Louis XII, miniature du Maître de Philippe de Gueldre tirée de lAnabase, BNF, Fr.702, f.1r.

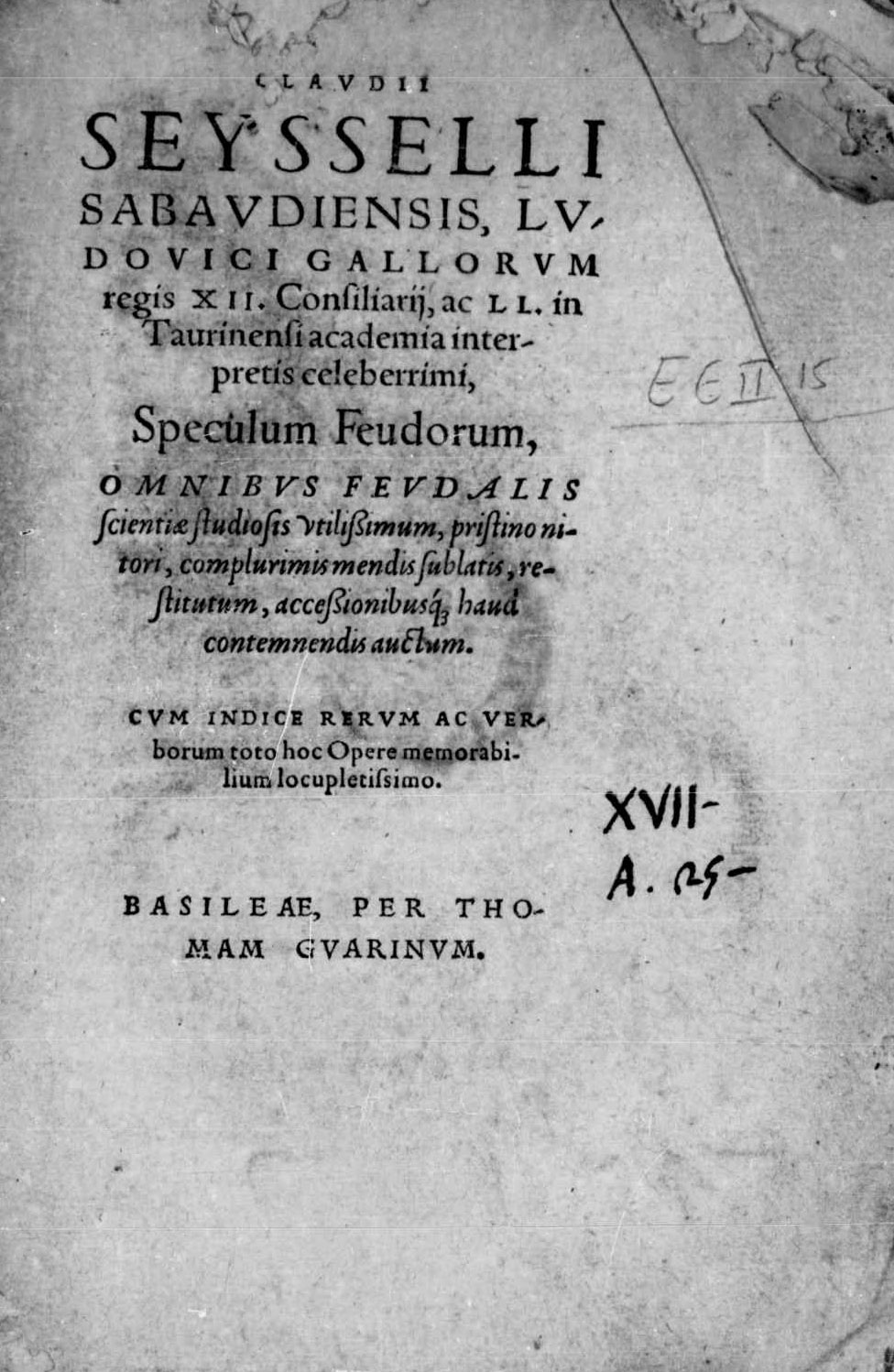
Speculum feudorum, 1566

Claude de Seyssel a écrit de nombreux ouvrages qui seraient, selon François-Xavier de Belsunce de Castelmoron, au nombre de dix-huit. Parmi ces ouvrages se dénombrent de nombreuses traductions d’auteurs grecs ou latins. Latiniste ignorant le grec, il collabore avec l’érudit grec Jean Lascaris qui avait été appelé à la Cour par Louis XII. Lascaris traduit les auteurs grecs en latin et Seyssel du latin au français. De la collaboration de ces deux amis vont sortir les premières traductions françaises des historiens grecs : Hérodote, Thucydide, Diodore de Sicile, Appien, Justin et Xénophon. Ce travail en équipe ressort nettement du titre de leur traduction de l’Anabase de Xénophon à savoir : « Histoire du voyage que fait Cyrus à l’encontre du roi Artaxerse, son frère, contenue en 7 livres écrits par Xénophon auteur grec traduit premièrement en latin par Jean Lascaris, homme docte consommé en langue grecque et le restaurateur d’icelle, et de latin en langue vulgaire français par Claude Seyssel ».
Il écrivit également des livres sur la monarchie française, la théologie et l’hérésie vaudoise.

### Ouvrages sur le droit, la théologie et la monarchie
- Speculum feudorum, Milan 1508.
- De divina providencia tractatus, Paris, 1518 ; traduit ensuite par lui-même sous le titre : Traité de la divine providence, Paris, sans date.
- Les Louenges du roy Louys XIIe de ce nom, Paris, Antoine Vérard, 1508[14]
- La Grande Monarchie de France, Paris, 1519[15]
- La Victoyre du roy contre les Véniciens, Paris, 1510[16]
- Histoire ecclésiastique d’Eusèbe, surnommé Pamphile, évêque de Césarée, faicte françoise par Messire Claude de Seyssel, lors évesque de Marseille et depuis archevesque de Thurin, Paris, 1554.

### Traductions
- Justin, les histoires universelles, Paris, 1559.
- Thucydide, Histoire de la guerre qui fut entre les péléponésiens et les athéniens tant au pays des Grecs que des Romains et les lieux circonvoisins, Paris, 1527.
- Diodore de Sicile, Histoire des successeurs d’Alexandre le grand translaté par Claude de Seyssel, conseiller et maistre de requestes du roy de France douziesme de ce nom, Paris, 1530
- Appien, historien grec, Des guerres des Romains, Lyon, 1554.
- Xénophon, Histoire du voyage que fit Cyrus.., Paris, 1529

### Ouvrage sur l’hérésie vaudoise
- Disputationes adversus errores et sectam Valdensium disputationes perquam eruditae ac piae, Paris, 1520. Ce livre a été traduit par ses soins sous le titre Disputation contre les erreurs et sectes des Vaudois, Lyon, sans date.

### Éditions historiques
- Claude de Seyssel, La grande Monarchie de France, composée par missire Claude de Seyssel, lors evesque de Marseille et à present archevesque de Thurin adressant au roy trescrestien Francoys premier de ce nom, Paris, Regnault Chauldiere, 1519 (lire en ligne)
- Claude de Seyssel, La grand' monarchie de France, composée par mess. Claude de Seyssel lors evesque de Marseille, & depuis archevesque de Thurin, adressant au Roy treschrestien, François premier de ce nom. Avec la Loy salicque, qui est la première & principale loy des François, Paris, Galiot du Pré, tenant sa boutique au premier pillier de la grand salle du Palais, 1557 (lire en ligne)
- (la) Speculum feudorum, Bâle, Thomas Guarin, 1566 (lire en ligne)

### Éditions modernes
- Claude de Seyssel et Renzo Ragghianti (éditeur scientifique), La Monarchie de France, Paris, Classiques Garnier, coll. « Société des Textes Français Modernes » (no 247), 2013 (ISBN 978-2-86503-287-7).
- Claude de Seyssel, Patricia Eichel-Lojkine (éditeur scientifique) et Laurent Vissière (éditeur scientifique), Les Louenges du roy Louys XIIe de ce nom : 1508, Genève, Droz, coll. « Classiques de la pensée politique » (no 21), 2009, 282 p. (ISBN 978-2-600-01278-2, lire en ligne)

#### Ouvrages spécialisés
- Patricia Eichel-Lojkine (dir.), Claude de Seyssel : Écrire l’histoire, penser le politique en France, à l’aube des temps modernes, Rennes, Presses universitaires de Rennes, 2010 (ISBN 978-2-7535-1092-0 et 978-2-7535-6748-1, DOI 10.4000/books.pur.101276, lire en ligne).
- Joseph Hyacinthe Albanès, Armorial et sigillographie des évêques de Marseille : avec des notices historiques sur chacun de ces prélats : Jean Gasqui, Marseille, Marius Olive, 1884 (lire en ligne), p 129 à 131.
- (it) Giovanni Battista Semeria, Storia della chiesa metropolitana di Torino descritta dai tempi apostolici sino all'anno 1840, Turin, Stabilimento Tipografico Fontana, 1840, 519 p. (lire en ligne), p. 267 à 276.
- « Claude de Seyssel », dans Jean-Pierre Niceron, Mémoires pour servir à l'histoire des hommes illustres, t. 24, Paris, Briasson, 1733 (lire en ligne), p. 322-329.
- Marc de Seyssel-Cressieu, La maison de Seyssel : ses origines, sa généalogie, son histoire d'après les documents originaux, t. 1, Grenoble, Allier frères, 1900, 360 p. (lire en ligne).

#### Monographies et ouvrages généraux
- Louis Barthélemy, Histoire d’Aubagne, chef lieu de baronnie depuis son origine jusqu’en 1789, t. 1, Marseille, Barlatier et Barthelet, 1889, 541 p. (lire en ligne).
- Henri-François-Xavier de Belsunce, L’antiquité de l’église de Marseille et la succession de ses évêques, t. 3, Marseille, chez la veuve Brébion, 1751, 3 volumes, p. 82-110.
- Veronica Benzo, Claude de Seyssel e l'Italia, Catania, 2006.
- Michel Germain, Personnages illustres des Savoie : "de viris illustribus", Lyon, Autre Vue, 2007, 619 p. (ISBN 978-2-915688-15-3), p. 526.
- Jean Rémy Palanque, Le diocèse de Marseille, Letouzey & Ané, Paris 1967, p. 117
- Louis Antoine de Ruffi, Histoire de la ville de Marseille, t. 2, Marseille, Henri Martel, 1696 (lire en ligne).